# Арбори (деревня и приход)
Арбори (мэн. Cairbre) — район-приход на юге острова Мэн. Включает в себя такие поселения, как Баллабег, Колби, Ронагу.

## Демография
По переписи населения острова Мэн в 2016 году население района-прихода составляло 1847 человек. Это на 5,4 % больше, чем здесь проживало по переписи 2011 года.

## Политика
Район-приход Арбори является частью округа Рашен, который избирает 2 членов в парламент Острова Мэн, Тинвальд. Управляющим района-прихода является Сэсил Рэймонд Гоун с 1998 года.